# Vittoria Lepanto
Vittoria Lepanto, nome d'arte di Vittoria Clementina Proietti (Saracinesco, 15 febbraio 1885 – Roma, 4 maggio 1964), è stata un'attrice italiana, attiva al tempo del cinema muto.

## Biografia
Il suo nome d'arte fu scelto da Gabriele D'Annunzio che, probabilmente, si ispirò nella scelta del nome alla battaglia di Lepanto. Ha recitato talvolta con il nome di Vittorina Lepanto.
Allieva di Luigi Rasi e Teresa Boetti Valvassura, fu scritturata dalla Compagnia Stabile di Roma debuttando nella parte di Gigliola ne La fiaccola sotto il moggio (Teatro Argentina, marzo 1909).
Nel 1918, ricoprì il ruolo di Elena nel film Il piacere, diretto da Amleto Palermi. Accanto a lei recitava, nei panni di Andrea, Enrico Roma. La trama del film riprendeva quella dell'omonimo libro di Gabriele D'Annunzio.

## Curiosità
Durante la lavorazione di Otello accadde un fatto tra il boccaccesco e il divertente. Lo racconta il produttore Adolfo Re Riccardi:

«Ma il ricordo più vivo e più comico di quelle giornate laboriose, eccolo: si doveva girare un quadro nel quale Desdemona curva ed appoggiata al parapetto di un ponticello, sorvegliava Jago che doveva passare in gondola sotto il ponte. Desdemona era, l'ho detto, la bellissima Vittoria Lepanto. Un imberbe giovinetto, tutto azzimato ed elegante, cercava di attirare su di sé l'attenzione della magnifica attrice, che, vestita regalmente di broccato in argento e oro, giustificava pienamente l'ammirazione dei curiosi. La Lepanto saliva tranquilla la scala che conduceva al ponticello senza accorgersi, o fingendo di non accorgersi, dell'ignoto adoratore. Eccoti che quando l'attrice si curva sul parapetto del ponte, il giovinetto imberbe e intraprendente si arma di coraggio e, per quanto pregato di non intromettersi nel quadro, le passa rasente e le regala una improvvisata toccatina sotto la schiena... prominente.
La Lepanto si volta ad un tratto e sferra un sonoro schiaffo al troppo audace ammiratore. Il malconsigliato, per vendicarsi, esclama con piglio insolente: "Cosa g'ala? In fin dei conti la xè gente da teatro...". Non l'avesse mai detto! La toccatina imprudente era affare che riguardava l'attrice soltanto, ma la impertinente giustificazione offendeva tutta la classe. Fu un attimo: Ferruccio Garavaglia (Otello) e Angelo Pezzaglia (il Doge), come se avessero ricevuto un comando, afferrano il leggiadro giovinetto l'uno sotto l'ascella destra, l'altro sotto la sinistra, lo sollevano di peso (erano due giganti) e lo proiettano nel canale sottostante fra gli applausi consenzienti della folla che aveva seguita la scena e intuita la ragione del castigo. Il bell'imbusto annaspò riuscendo a raggiungere con alcune bracciate gli scalini di una porta prospiciente il canale: l'operatore girò la manovella per consacrare l'episodio ad aeternam rei memoriam e Desdemona fu vendicata».

## Filmografia
- Carmen, regia di Gerolamo Lo Savio (1909)
- La signora delle camelie, regia di Ugo Falena (1909)
- Otello, regia di Ugo Falena (1909)
- Salomé, regia di Ugo Falena (1910)
- Rigoletto, regia di Gerolamo Lo Savio (1910)
- Marozia, regia di Gerolamo Lo Savio (1911)
- Lucrezia Borgia, regia di Gerolamo Lo Savio (1912)
- I carbonari, regia di Gustavo Serena (1912)
- L'avvenire in agguato, regia di Giulio Antamoro (1916)
- L'ombra, regia di Mario Caserini (1917)
- Il piacere, regia di Amleto Palermi (1918)
- La signora delle perle, regia di Gennaro Righelli (1919)
- Per aver visto, regia di Enrico Roma (1919)
- Israël, regia di André Antoine (1919)
- Il rosso e il nero, regia di Mario Bonnard (1920)
- L'amica, regia di Mario Bonnard (1920)